# علي حميدة
الدكتور علي حميدة عبد الغني وشهرته علي حميدة (17 أبريل 1948 - 11 فبراير 2021)ممثل ومغني وأكاديمي مصري.
يعد أحد أبرز مطربي موسيقى الجيل المصريين الذين ظهروا في عقد الثمنينات من القرن العشرين هو الذي أحدثت أغنيته الشهيرة «لولاكي» بقيادة موزع الموسيقى حميد الشاعري وفرقته بالعزف حين صدورها في عام 1988 ثورة كبيرة جدا في عالم الأغنية العربية لموسيقى الجيل وأحيت كيانه (واعتُبر نجاحًا تاريخيًا) حيث تمّ بيع أكثر من 6 ملايين نسخة في جميع أنحاء العالم الشرقي وكذلك الغربي واعتُبرت هذه الكمية الهائلة من البيع برقم قياسي لم يسبق له مثيل وأصدر بعد ذلك عدة ألبومات إضافية منها «كوني لي» و«ناديلي» وغيرها ثم توجه للسينما للقيام ببطولة فيلم سينمائي له بعنوان لولاكي نسبة للنجاح الذي حققته هذه الأغنية الأمر الذي دفع شركة الإنتاج لصناعة هذا الفيلم وكذلك له فيلم آخر بعنوان مولد نجم، ثم اختفى الفنان علي تدريجيا عن الأنظار ثم عاد في سنة 2000.
حصل على درجة الدكتوراه في الموسيقى البدوية وعلاقتها بالموسيقى الموريسكاوية الليبية وكان يعمل أستاذا لمادة العود بأكاديمية الفنون بالقاهرة وعضوا بهيئة التدريس بها وكان أستاذا لآلة العود وقام بتدريب مطربين كبار على العزف عليها.

## حياته
من مواليد محافظة مطروح في 17 أبريل 1948 وينتمي لبيئة بدوية، والده كان يعمل ساعي بريد وكان له 6 أشقاء ذكور و4 شقيقات منهم اللواء إبراهيم حميدة من أبطال حرب أكتوبر.
جاء للقاهرة عام 1973 للدراسة في معهد الموسيقى العربية، وبعد تخرجه بتفوق تم تعيينه مدرساً للعود، وسافر للعمل في الكويت لمدة 3 سنوات، وبعدها عاد للعمل بالمعهد وحصل على الماجستير والدكتوراة.
في فترة الثمانيات سعى لشركات الإنتاج لكنه لم يفلح، حتى تواصل مع الملحن سامي الحفناوي الذي كان معجباً بصوته فقدمه للمنتج هاشم يوسف، وتحمس لتقديم أصوات جديدة إلا أنه لم يكن يتخذ أية قرارات دون الرجوع لمستشاره الفني حميد الشاعري، كان حميد الشاعري قد سبق له الغناء باللهجة الليبية وأعجب بصوت علي حميدة وبدأ في إدارة مشروعه الغنائي.
بعد النجاح منقطع النظير الذي حققه ألبوم «لولاكي» تصدر أسمه بقوة في الساحة الغنائية، ولكن بعدها أبتعد علي حميدة عن الأضواء بسبب قضية الضرائب التي طالبته بتسديد حوالى 13 مليون جنيه.

## أعمالة الفنية في مجال الغناء

### ألبومات منفردة
- لولاكي صدر في 11 يوليو 1988 ويتضمن 8 أغاني.
- ناديلي.
- كوني لي.
- نن العين.
- خان العشرة.
- احكي لي.

## أعماله السينمائية

### من الأفلام
- مولد نجم (1991)
- لولاكي (1993)

### من المسلسلات
- نسمة ونصيب سيت كوم (2009) ضيف شرف، غناء المقدمة والنهاية [10]
- مسلسل الهودج
- مسلسل ريح المدام (ضيف شرف)
- مملكة الغجر[11]

## وفاته
أصيب علي حميدة بفيروس سي الكبدي
توفي يوم الخميس 11 فبراير 2021 ميلاديًّا، الموافق 29 جمادى الآخرة 1442 هجريًّا، عن عمر ناهز 72 عامًا بعد صراع مع المرض.